# 特洛伊的布鲁图斯

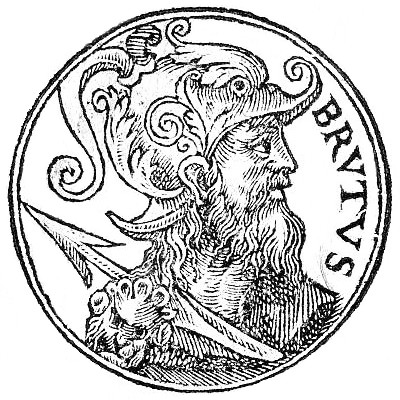
特洛伊的布鲁图斯

特洛伊的布鲁图斯（英語：Brutus of Troy）或称布鲁特（英語：Brute），是传说中特洛伊英雄埃涅阿斯的后代，也是中世纪英国传说中不列颠王国的创造者与第一任国王。关于他的传说首次出现于9世纪的僧侣南尼厄斯编纂的《历史上的不列颠》，但最著名的记载则出自12世纪史学家蒙茅斯的杰弗里所作的《不列颠诸王史》。然而他并未在任何古典时代的著作中被提及，因此现代大多认为他并非历史上真实存在的人物。

## 《历史上的不列颠》
《历史上的不列颠》一书中称不列颠岛的名字来源于布鲁图斯，一位征服了西班牙的罗马执政官。这一记载很可能与布鲁图·卡莱苏斯有关，他在公元前138年平定了远西班牙。而书中随后记述了一个发生于罗马建立之前，而且细节更加丰富的故事，在这个故事中，布鲁图斯是埃涅阿斯的孙子或曾孙。
根据李维和维吉尔等人所著的文献，《历史上的不列颠》一书记述了埃涅阿斯在特洛伊战争后于意大利定居，而他的儿子阿斯卡尼俄斯建立了罗马的前身之一阿尔巴朗格城。阿斯卡尼俄斯结婚后，他的妻子怀孕。而在另一个不同版本中，这个父亲则是西尔维乌斯，在《历史上的不列颠》中是埃涅阿斯的次子，而在其他一些版本中则是阿斯卡尼俄斯的儿子。一名魔法师被阿斯卡尼俄斯请来预言这个孩子的未来，魔法师声称这将会是个男孩，而他会成为整个意大利最勇敢和最被世人敬爱的人。出于嫉妒，愤怒的阿斯卡尼俄斯将魔法师处死。他的妻子随后死于难产。
这个名为布鲁图斯的男孩后来意外地用箭杀死了自己的父亲，因此被逐出意大利。在游历了第勒尼安海诸岛并穿过高卢（他在此建立了图尔城）后，布鲁图斯最终到达了不列颠岛（以他自己的名字命名），并在此繁衍后代。在他统治不列颠的时期，以利担任以色列人的士师，而约柜则被非利士人虏获。
在另一个版本的《历史上的不列颠》中，布鲁图斯是阿斯卡尼俄斯之子西尔维乌斯的儿子，其家谱可以追溯到挪亚之子含姆。而另一个章节中的族谱则与此不同，布鲁图斯被记述为传说中的罗马国王努马·庞皮留斯（阿斯卡尼俄斯之子）的曾孙，血统可以追溯至挪亚之子雅弗。这些将特洛伊人的血统追溯至《圣经》人物的记载实际上与古典时期大多数将特洛伊王室血统追溯至希腊诸神的族谱相冲突。
《历史上的不列颠》中也提到了另一位布鲁图斯，他是首位登陆欧洲定居的阿兰努斯（Alannus）的孙子。据称阿兰努斯是雅弗的儿子，布鲁图斯是阿兰努斯之子黑斯欣（Hisicion）的儿子。布鲁图斯的三个兄弟，法兰克斯（Francus）、罗马努斯（Romanus）和阿兰曼努斯（Alamanus），也分别成为了其他几个欧洲主要民族的祖先。

## 《不列颠诸王史》
杰佛里的著作中讲述了和《历史上的不列颠》中几乎一样的故事，但增添了很多细节。在书中，布鲁图斯被确定为阿斯卡尼俄斯的孙子，他的父亲是阿斯卡尼俄斯之子西尔维乌斯。被请来预言这个孩子命运的魔法师准确地预言了布鲁图斯未来将杀死他的父母。这个预言通过与《历史上的不列颠》中一样的方式变成了现实，布鲁图斯因此被流放。他流浪到希腊，发现一些特洛伊人的后代沦为了希腊人的奴隶。他成为了他们的领袖，经过与希腊国王庞德拉苏斯（Pandrasus）的一系列战争，特洛伊人最终俘虏了庞德拉苏斯。布鲁图斯将庞德拉苏斯作为人质，迫使他同意给这些特洛伊人自由。他娶了庞德拉苏斯的女儿伊尼戈（Ignoge），向国王索要了航行用的船只与补给品，率领他的人民扬帆远航。
特洛伊人途中在一个荒无人烟的岛上登陆，并在那里发现了一个供奉女神狄安娜的废弃神庙。在向女神献上祭品后，布鲁图斯在祭坛前睡着了。在梦中，女神向布鲁图斯启示，要他一路向西航行，穿过高卢，在一座只有巨人居住的岛屿上定居。
在经历了北非的一系列冒险并与塞壬海妖近距离接触后，布鲁图斯在第勒尼安海岸边遇到了另一群流亡的特洛伊人，他们在他们的首领、强大的战士康林纽斯的率领下加入了布鲁图斯的队伍。在高卢，由于康林纽斯未经允许就在阿基坦的森林中捕猎，特洛伊人与阿基坦国王、皮克特人戈法尔之间爆发了战争。布鲁图斯的侄子图尔努斯（Turnus）在战斗中阵亡，布鲁图斯因此将埋葬他的地方命名为图尔城。特洛伊人赢得了多场战斗，但考虑到高卢人具有人数优势，他们撤回了船上，向北航行至当时被称作阿尔比恩的不列颠岛。他们在托特尼斯海岸登陆，并击败了当地的巨人。
布鲁图斯按照自己的名字，将岛屿命名为不列颠，并成为第一任不列颠国王。康林纽斯则成为了不列颠西南部地区的领主，并将自己的封地按自己的名字命名为康沃尔。在举行一次庆典时，不列颠人受到了巨人的骚扰。不列颠人杀死了几乎所有入侵的巨人，只有他们的首领、最大的巨人戈格马戈格被留了一条命，因为康林纽斯想要与他进行一次角斗比赛。在比赛中，康林纽斯将巨人扔下悬崖摔死。
布鲁图斯之后再泰晤士河岸边建造了一座城市，称之为特洛亚·诺瓦（Troia Nova），即新特洛伊。后来，由于词语的讹误，他被称作特里诺文图姆（Trinovantum），即现在的伦敦。他颁布了律法，并统治了不列颠二十四年。他死后葬在特里诺文图姆，整个岛屿由他的三个儿子：罗科里努斯（统治英格兰）、坎伯（统治威尔士）、奥尔巴克图斯（统治苏格兰）分别统治。

## 遗产

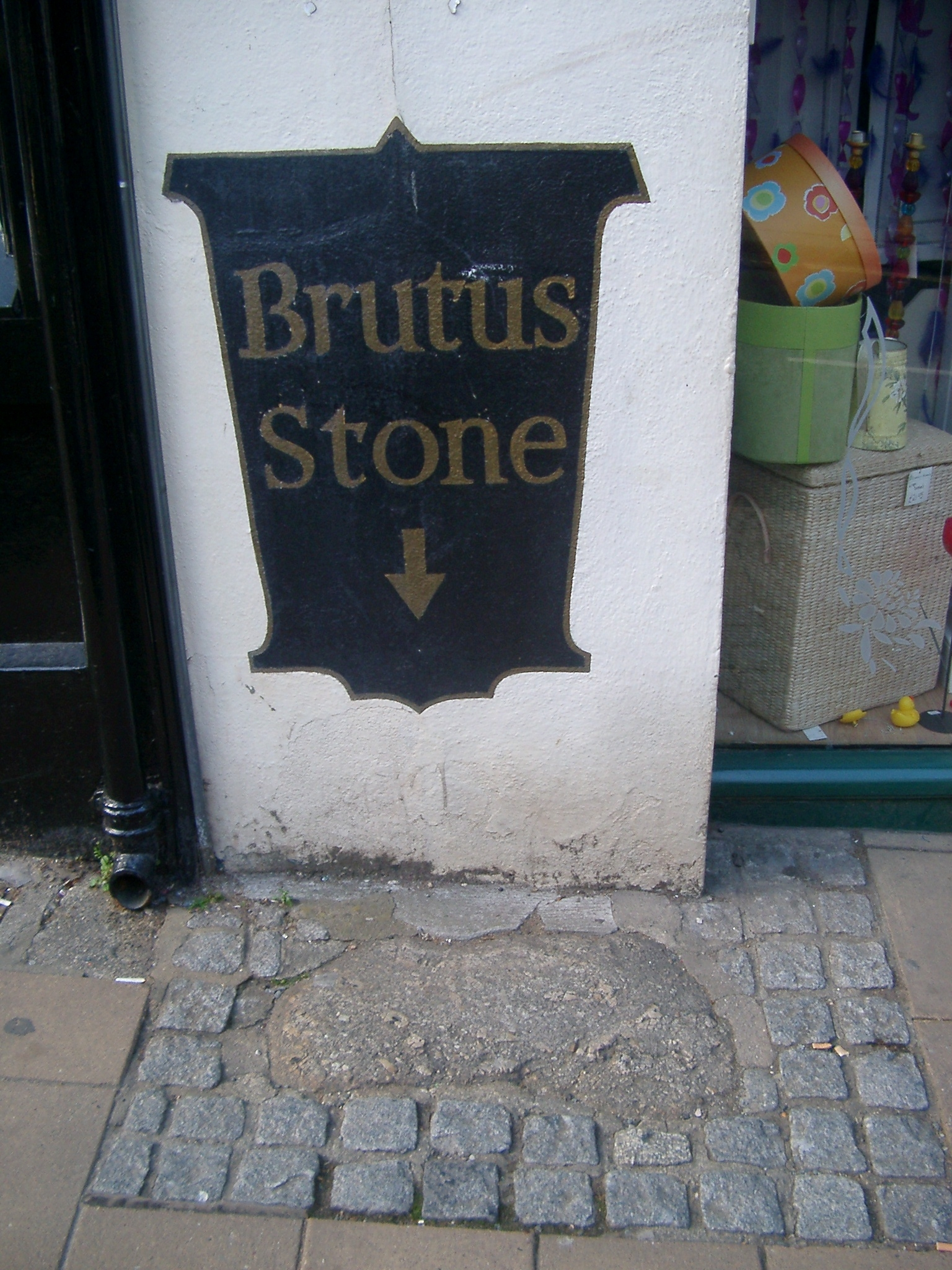
托特尼斯的布鲁图斯石

关于《不列颠诸王史》的早期翻译和改编作品，如魏斯的诺曼语作品《布鲁特传奇》（Roman de Brut）、雷亚孟的中古英语作品《布鲁特》（Brut），都以布鲁图斯命名。而“Brut”这个词渐渐成为英国编年史的代称，如《不列颠诸王史》的一个中古威尔士语译本即名为《Brut y Brenhinedd》（诸王的编年史）。《Brut y Tywysogion》（诸亲王编年史）是一部记述从7世纪直至失去独立地位的所有威尔士统治者的史书，虽然其中全部为信史，没有传说成分，但由于其书名受到了杰佛里的著作的影响，因此某种程度上可以算作《不列颠诸王史》的“续篇”。早期的英国编年史作者，如贝弗利的阿尔弗雷德、尼古拉斯·特里维特、威尔士的杰拉德等都将布鲁图斯作为他们史学著作的开篇。近代之前，布鲁图斯建立不列颠的传说一直被认为是真实的历史，如1577年的《霍林斯赫德编年史》就将布鲁图斯的传说作为史实记载。
18世纪英国诗人希尔德布兰·雅各布为布鲁图斯写了一篇叙事诗《特洛伊人布鲁图斯，大英帝国的建立者》（Brutus the Trojan, Founder of the British Empire）并以此对应关于埃涅阿斯建立罗马的史诗《埃涅阿斯纪》。
《不列颠诸王史》中提到布鲁图斯与追随者在今德文郡的托特尼斯登陆。托特尼斯前街的一块石头名为“布鲁图斯石”，以此纪念。